# Lacy Lennon
Lacy Lennon (* 23. Januar 1997 in Honolulu, Hawaii) ist eine US-amerikanische Pornodarstellerin.

## Leben
Lacy Lennon wuchs in Honolulu, Hawaii auf und zog als Teenager nach Nevada, wo sie mit dem Studium des lyrischen Gesangs begann und das College besuchte.
Ihr Debüt als Schauspielerin in der Erotikbranche gab sie im Oktober 2018 im Alter von 21 Jahren. Sie  unterschrieb einen Vertrag bei der Talentagentur Motley Models, mit der sie ihre ersten Filme drehte. Anschließend verließ sie das Unternehmen und unterschrieb bei Spiegler Girls. Als Darstellerin arbeitete sie für Studios wie Girlfriends Films, New Sensations, Hustler, 3rd Degree, Wicked Pictures, Pure Taboo, Sweetheart Video, Zero Tolerance, Blacked, Deeper, Twistys, Naughty America, Reality Kings, Mofos, Evil Angel oder Brazzer. Sie wurde im Oktober 2019 zum Twistys-Mädchen des Monats gewählt. Im folgenden Monat ernannte das Penthouse-Magazin sie zum November-Penthouse Pet des Monats.
Im Jahr 2020 erhielt sie die ersten Nominierungen für Preise der Branche bei den AVN Award und XBIZ Award als Best New Actress. Sie wurde von Penthouse zum Penthouse Pet des Jahres 2020 ernannt. Im Jahr 2022 gewann sie als Hauptdarstellerin (Rolle der Natasha Romanoff) in der Pornoparodie Black Widow XXX: An Axel Braun Parody des Preis als „Best Actress - Featurette“.

## Auszeichnungen
- 2019: XCritic Award - Winner: Best New Starlet
- 2022: AVN Award - Best Actress - Featurette - in "Black Widow XXX: An Axel Braun Parody", Wicked Comix[5]
- 2022: XBIZ Award - Winner: Best Sex Scene - Feature Movie, in "Black Widow XXX: An Axel Braun Parody" (2021)

## Filmografie (Auswahl)
- 2018: Red Headed Stepdaughter 2
- 2018: Barely Legal 164: Babysitter Facials
- 2019: Captain Marvel XXX: An Axel Braun Parody
- 2019: Women Seeking Women 162, 165, 168, 171
- 2019: Blacked Raw 19
- 2019: Squirting Redheads 2
- 2019: Seeing Red
- 2019: In the Room - She’s My Hotwife
- 2019: Sibling Seductions 4
- 2019: Fantasy Confessions 6
- 2019: The Gentleman
- 2019: I Fucked My Mother-In-Law On My Wedding Night
- 2019: Cum Swapping Stepsisters 3
- 2019: I Came Inside A School Girl 5
- 2019: Filling Up The Babysitter 2
- 2020: Step Siblings Caught 17
- 2021: Black Widow XXX: An Axel Braun Parody
- 2021: Petite Temptations 5
- 2021: Pure 18 39
- 2021: Kinks & Fetishes
- 2021: Charlotte & Lacy
- 2021: Ultimate Gingers 2
- 2021: Share My Boyfriend 25
- 2021: Lesbian Kissing 3
- 2021: Solo Sirens
- 2021: Bush Inspection 2
- 2022: Itty Bitty Titty Committee 5
- 2022: When Girls Play 23
- 2022: Go Stuck Yourself: Lesbian Edition